# Христо Караманов
Христо Караманов с псевдоним Диамантов е български революционер, деец на Вътрешната македоно-одринска революционна организация и Върховния македоно-одрински комитет.

## Биография
Караманов е роден в 1883 година в драмското село Просечен, тогава в Османската империя, днес Просоцани, Гърция. Завършва Сярското българско педагогическо училище и става учител в Одринско, Неврокопско и на други места. Влиза във ВМОРО и като учител в Драмско е ръководител и на Драмския революционен район на Серски революционен окръг. След 1907 година влиза в средите на дейците на бившия Върховен комитет.
След Младотурската революция е учител в Драма. В 1909 година е арестуван по подозрение за участие в атентата срещу федералиста Герасим Огнянов в Солун.
Убит е на 5 август 1922 година в Неврокоп от дейци на ВМРО.